# Vassgalen
Vassgalen (uttalas Vassgarn) är en sjö i Vansbro kommun i Dalarna och ingår i Dalälvens huvudavrinningsområde. Sjön har en area på 1,39 kvadratkilometer och ligger 253,9 meter över havet. Sjön avvattnas av vattendraget Gruckån.

## Delavrinningsområde
Vassgalen ingår i det delavrinningsområde (671017-140615) som SMHI kallar för Utloppet av Vass-Galen. Medelhöjden är 268 meter över havet och ytan är 8,83 kvadratkilometer. Räknas de 6 avrinningsområdena uppströms in blir den ackumulerade arean 73,61 kvadratkilometer. Gruckån som avvattnar avrinningsområdet har biflödesordning 3, vilket innebär att vattnet flödar genom totalt 3 vattendrag innan det når havet efter 331 kilometer. Avrinningsområdet består mestadels av skog (66 procent) och sankmarker (14 procent). Avrinningsområdet har 1,61 kvadratkilometer vattenytor vilket ger det en sjöprocent på 18,2 procent.